# Верхній Кугенер (Новотор'яльський район)
Верхній Кугене́р (рос. Верхний Кугенер, марій. Васлисола) — присілок у складі Новотор'яльського району Марій Ел, Росія. Входить до складу Масканурського сільського поселення.

## Населення
Населення — 55 осіб (2010; 73 у 2002).
Національний склад (станом на 2002 рік):
- лучні марійці — 100 %